# Бодров, Юрий Сергеевич
Ю́рий Серге́евич Бодро́в (7 июня 1937, Александровский район, Ивановская область — 15 июля 2021, Курган) — актёр Курганского государственного театра драмы, народный артист Российской Федерации (1999).

## Биография
Юрий Сергеевич Бодров родился 7 июня 1937 года в селе Соколово Александровского района Ивановской области. Это может быть или Соколово, ныне входящее в Андреевское сельское поселение или Соколово, ныне входящее в Следневское сельское поселение Александровского района Владимирской области.
Трудовую деятельность начал в 1956 году обмотчиком в организации «Электропромремонт» города Карабаново Владимирской области.
После службы в рядах Советской Армии работал в той же организации, затем на хлебокомбинате имени III Интернационала.
В 1962 году окончил Владимирское культурно-просветительное училище (педагог — Б. М. Воспренский).
С 1962 года работал во Владимирском драматическом театре им. А. В. Луначарского. Затем работал в Тамбовском драматическом театре и Ферганском русском драматическом театре.
12 сентября 1975 года поступил работать в Курганский государственный театр драмы. Проработал на сцене театра более сорока лет.
Член Курганского областного комитета профсоюза работников культуры.
Юрий Сергеевич Бодров скончался 15 июля 2021 года в городе Кургане Курганской области.

## Награды
- Почётное звание Народный артист Российской Федерации, 8 января 1999 года.
- Почётное звание Заслуженный артист РСФСР, 18 апреля 1990 года.
- Лауреат Курганской областной премии в сфере литературы и искусства за роль Сальери в спектакле по пьесе А. С. Пушкина «Моцарт и Сальери», 1999 год.
- Премия фестиваля «Рубежи» (Владимир) номинация «Лучшее исполнение главной мужской роли» — роль Бориса Водяного в спектакле по пьесе В.Е. Максимова «Кто боится Рэя Бредбери?», 1991 год.
- Почётные грамоты Губернатора Курганской области.

## Творчество
Амплуа: социальный герой, характерный социальный герой, комедийный герой.

### Роли
1. В. Максимов «Кто боится Рэя Брэдбери?» — Борис
2. Д. Фонвизин «Бригадир» — Бригадир
3. А. И. Сумбатов-Южин «Джентльмен» — Гореев
4. Джон Патрик «Дорогая Памелла» — Джо Янки
5. В. Соловьев «Царь Юрий» — Годунов
6. А. Колкер «Свадьба Кречинского» — Кречинский
7. Ф. Саган «Когда лошадь теряет сознание» — Генри-Джеймс
8. В. Шекспир «Виндзорские насмешницы» — Форд
9. Э. Элис, Р. Риз «Двойная игра» — Дункан
10. А. Н. Островский «Банкрот» — Большов
11. А.С. Пушкин «Моцарт и Сальери» — Сальери
12. А. Н. Островский «Без вины виноватые» — Шмага
13. А. Н. Островский Сердце не камень" — Каркунов
14. А.П. Чехов «Дядя Ваня» — Серебряков
15. Н.В. Гоголь «Женитьба» — Яичница
16. Т. Джюдженоглу «Лавина» — Пожилой мужчина
17. Ю. Поляков «Халам-бунду, или заложники любви» — Лукошкин
18. В. Баскин «Шведская спичка» — Становой
19. М. Шатров «Синие кони на красной траве» — Ленин
20. Ф. Бомонт, Д. Флетчер «Укрощение укротителя» — Петруччо
21. А. Н. Островский «Доходное место» — Жадов
22. А. Дударев «Проводы» — Горчаков
23. М. Шолохов «Поднятая целина» — Нагульнов
24. Г. Никитин «Мой друг Моцарт» — Валетов
25. А. Гельман «Протокол одного заседания» — Соломахин
26. Г. Горин «Самый правдивый» — Рамкопф
27. В. Брумель, Ю. Шпитальный «Доктор Назаров» — Кириллов
28. Э. Брагинский «Игра воображения» — Антошин
29. Г. Полонский «Никто не поверит» — Папа Ларсон
30. Ю. Скоблин «За уральской грядой» — Ефимов
31. Э. Брагинский, Э. Рязанов «Притворщики» — Тюрин
32. Э. Володарский «Западня» — Сергей
33. Л. Андреев «Тот, кто получает пощечину» — Граф Манчини
34. Н.В. Гоголь «Ревизор» — Ляпкин
35. А. Касона «Третье слово» — Хулио
36. И. Дворецкий «Конец недели» — Силуянов
37. К. Симонов «Русский вопрос» — Смит
38. И. Шток «Это я, ваш секретарь» — Овалов
39. В. Шукшин «Точка зрения» — волшебный человек
40. В. Брумель, А. Лапшин «Счастье вернулось в дом» — Зайцев
41. Э. Брагинский «Авантюристка» — Певцов
42. А. Н. Островский «Невольницы» — Стыров
43. Г. Зубков «Монолог на городской площади» — Хозяин
44. В. Романов «Весна 1945 года» — Горяинов
45. Д. Мамин-Сибиряк «Дикое счастье» — Головинский
46. А. Гельман «Зинуля» — Виктор Николаевич
47. Н. Павлова «Пятое время года» — Художник
48. А. Н. Островский «Красавец-мужчина» — "Лукачев
49. А. Дударев «Порог» — Красовский
50. В. Розов «У моря» — Богоявленский
51. В. Арро «Колея» — Пиромов
52. М. Горький «Варвары» — Цыганов
53. А. Дюма «Три мушкетера» — Кардинал Ришельё
54. А. Рыбаков «Дети Арбата» — Сольц
55. Ж. Кокто «Священные чудовища» — Лоран
56. М. Булгаков «Мастер и Маргарита» — Воланд
57. А. Дюма «Нельская башня» — Орсини

Как режиссёр поставил спектакли в коллективах художественной самодеятельности: клуб общества глухих, ДК строителей, ДК «Химмаш», школа искусств № 5, средняя школа № 50 и т. д.

## Семья
- Жена — актриса Жеботинская Любовь Тимофеевна (род. 1 июня 1940, Алтайский край)
  - Сын — Дмитрий (род. 29 апреля 1970, г. Владимир)